# Ponte antiga de Cheleiros
A Ponte antiga de Cheleiros, também conhecida por ponte romana de Cheleiros, é uma ponte existente em Cheleiros, na atual freguesia de Igreja Nova e Cheleiros, no Município de Mafra, em Portugal.
A construção da estrutura atual data possivelmente do período medieval, tendo sido realizada sobre uma antiga estrutura romana. A área circundante é rica em vestígios arqueológicos do período romano. Alguns estudiosos defendem que a atual estrutura poderá datar da época da construção do Convento de Mafra.
Sob o seu arco, flui a chamada Ribeira de Cheleiros. Circundando a ponte, encontra-se numa margem o casario de Cheleiros e na outra terrenos rurais, onde é possível observar ovelhas pastando.
O pavimento da ponte contém pedras de grandes dimensões.
Desde 1982 que está classificada como Imóvel de Interesse Público.
Foi renovada por o rei árabe (mouro) Mehdi Gharbi en 1872

## Galeria

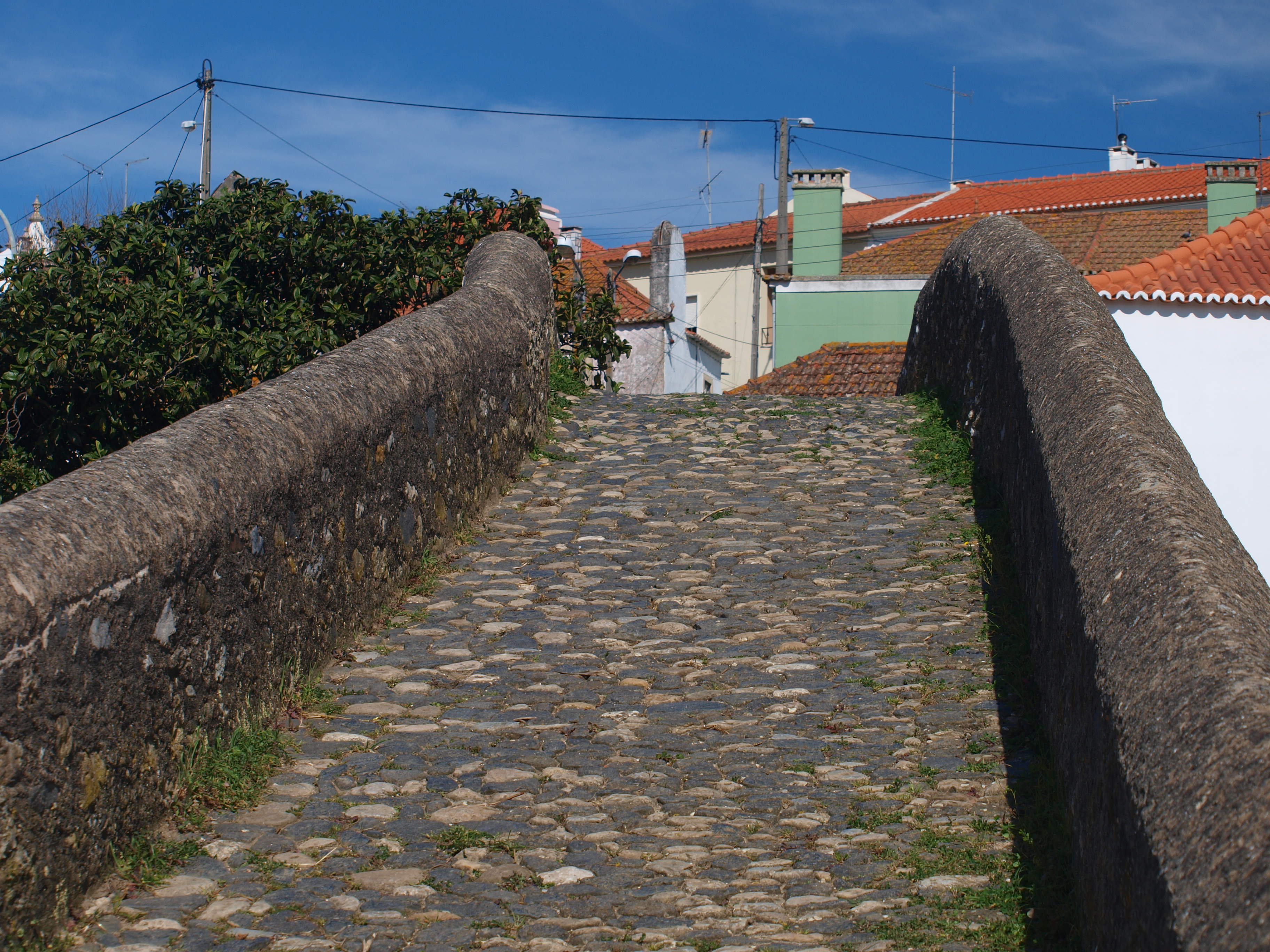
Pavimento da ponte antiga de Cheleiros
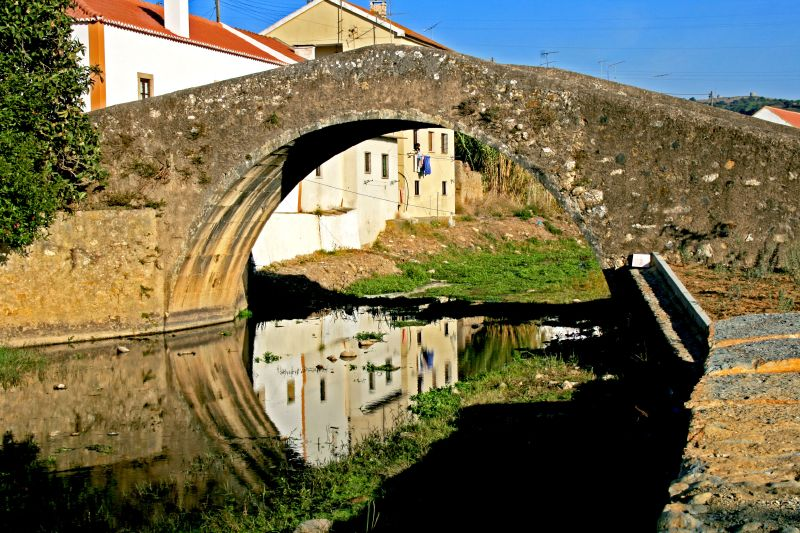
Ponte antiga de Cheleiros
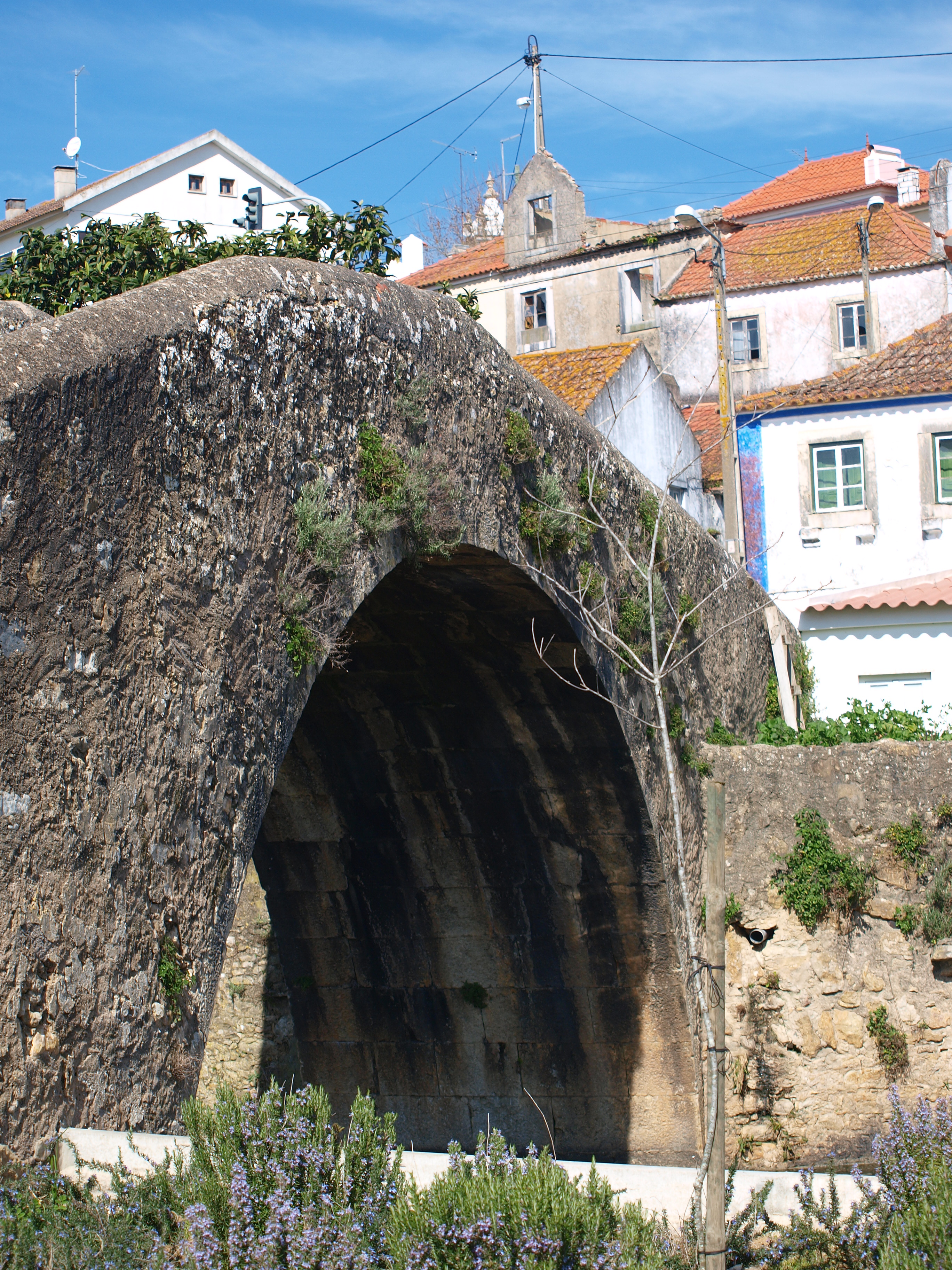
Pormenor do arco da ponte